# Abdelilah Mansour
Abdelilah Mansour (arab. عبد الإله منصور, ur. 18 czerwca 1981) – marokański piłkarz, grający jako środkowy obrońca.

## Klub

### Do 2009 roku
Zaczynał karierę w klubie, którego nie ma w bazie Transfermarkt. 1 lipca 2004 roku przeniósł się do Youssoufia Berrechid. 1 lipca 2006 roku został zawodnikiem Wydad Casablanca. 1 lipca 2008 roku przeniósł się do Olympic Safi.

### FUS Rabat
1 lipca 2009 roku został zawodnikiem FUS Rabat.
W sezonie 2011/2012 (pierwszym w bazie Transfermarkt) zagrał 5 meczów.

### Kawkab Marrakesz
11 stycznia 2012 roku został zawodnikiem Kawkab Marrakesz.
W sezonie 2013/2014 zagrał 26 meczów i strzelił jedną bramkę.
W kolejnym sezonie rozegrał 24 mecze i dwukrotnie trafiał do siatki.

### Mouloudia Wadżda
1 września 2015 roku przeniósł się do Mouloudia Wadżda. W tym zespole zadebiutował 6 września 2015 roku w meczu przeciwko Kawkab Marrakesz (porażka 2:0). Zagrał cały mecz. Pierwszego gola strzelił 23 listopada 2015 roku w meczu przeciwko Olympique Khouribga (wygrana 1:2). Do siatki trafił w 30. minucie. Pierwszą asystę zaliczył 19 marca 2016 roku w meczu przeciwko Moghreb Tétouan (przegrana 1:2). Asystował przy bramce Issama Boudaliego w 18. minucie. Łącznie zagrał 25 meczów, strzelił 3 gole i miał 2 asysty.

### Chabab Atlas Khénifra
1 lipca 2016 roku przeniósł się do Chabab Atlas Khénifra. W tym zespole zadebiutował 27 sierpnia 2016 roku w meczu przeciwko JS de Kasba Tadla (0:0). Zagrał cały mecz. Łączne wystąpił w 21 meczach.

### Dalsza kariera
20 lipca 2017 roku zmienił klub na Chabab Ben Guerir. 11 września 2019 roku został zawodnikiem Mouloudia Dakhla. 1 sierpnia 2020 roku zakończył karierę.